# 白斑乌贼
白斑乌贼（学名：Sepia latimanus），又名海歸墨魚、寬腕烏賊，为乌贼科乌贼属的动物，俗名花斑墨。分布于日本群岛南部、琉球群岛、菲律宾群岛、马来群岛、印度东海岸，包括南海等海域，生活环境为海水，多栖息于暖水域以及珊瑚礁周围海域。该物种的模式产地在新几内亚。